# کریستا رودریگز
کریستا رودریگز (انگلیسی: Krysta Rodriguez؛ زادهٔ ۲۳ ژوئیهٔ ۱۹۸۴) بازیگر و خواننده اهل ایالات متحده آمریکا است. وی از سال ۱۹۹۵ میلادی تاکنون مشغول فعالیت بوده‌است.
از فیلم‌ها یا برنامه‌های تلویزیونی که وی در آن نقش داشته‌است، می‌توان به دختر سخن‌چین، برنامه آخر وقت با دیوید لترمن، در جستجوی زندگی، خودمانی با ایمی شومر، آخر شب با ست مایرز، جوان‌تر، کوانتیکو، نانوایی در بروکلین، در هایتس و هالستون اشاره کرد.

شواهد حاکی است که او بعد از مبتلا شدن به بیماری سرطان فوت کرده است